# Carl Wagner
Carl Wilhelm Wagner (Lipsia, 1901 – Gottinga, 1977) è stato un chimico tedesco.
Docente al MIT, si concentrò prettamente sullo studio dello stato solido, in particolare del reticolo cristallino e delle sue potenziali alterazioni.